# 动物地理学
动物地理学（zoogeography），是生物地理學(biogeography) 的一個分支，也是動物學和地理學間的跨學科結合領域，主要研究动物种类在地球上（过去的和现在的）的分布以及分布的方式和规律。一般可分為生態動物地理學和歷史動物地理學。
阿尔弗雷德·拉塞尔·华莱士被认为是动物地理学之父。